# Эскадренные миноносцы типа «Маэстрале»
Эскадренные миноносцы типа «Маэстрале» — тип эскадренных миноносцев Королевского итальянского флота, построенных в середине 1930-х годов. Послужили основой для советских эсминцев проекта 7.

## Конструкция и вооружение
Являлись дальнейшим развитием эсминцев типа «Дардо» и «Фольгоре». Отличались от них увеличенными размерами (были длиннее на десять метров и шире на один) и слегка изменёнными обводами корпуса. Была изменена форма кормового подзора, значительно увеличена длина полубака. Увеличился развал носовых шпангоутов. Эти изменения улучшили мореходность эсминцев «Маэстрале» в сравнении с «Дардо» и «Фольгоре».

### Энергетическая установка

#### Главная энергетическая установка
Главная энергетическая установка включала в себя три трёхколлекторных котла Ярроу с пароперегревателями и два турбозубчатых агрегата Парсонса с одноступенчатыми редукторами. Две турбины (высокого и низкого давления) и редуктор составляли турбозубчатый агрегат. Размещение ГЭУ — линейное. Носовой агрегат работал на левый винт, кормовой на правый.
Рабочее давление пара — 22,2 кгс/см² (22 атм.), температура — 325 °C.

#### Электропитание
Электричество вырабатывали два турбогенератора и два дизель-генератора суммарной мощностью 180 кВт. Напряжение сети постоянного тока 110 V.

#### Дальность плавания и скорость хода
Проектная мощность составляла 44 000 л. с., что должно было обеспечить скорость хода (при полной нагрузке) в 33,5 узла, при стандартном водоизмещении — 38 узлов.
Все корабли превысили контрактную 38 узловую скорость. Во время службы максимальная скорость кораблей при нормальной нагрузке составляла 33-34 узла. «Маэстрале» на послеремонтных испытаниях в феврале 1938 года развил 33,5 узла при водоизмещении 2200 т.
Большим минусом итальянских силовых установок была низкая экономичность. Проектную дальность плавания 2700 миль на 18 узлах и около 1000 миль на повышенной скорости легко обеспечивали только эскадренные миноносцы типа «Маэстрале».
Запас топлива хранился в топливных танках, вмещавших 500 тонн мазута, который обеспечивал дальность плавания 4000 миль 12-узловым ходом, 3676 миль 16-узловым ходом. Дальность плавания на полном ходу составляла порядка 900 миль.

### Вооружение
Вооружение кораблей не изменилось, за исключением перехода на новые 120-мм орудия образца 1931 года и состояло из четырёх орудий с длиной ствола 50 калибров. Орудия размещались в двух спаренных установках на полубаке и кормовой надстройке. Боезапас составлял 220 снарядов на ствол и хранился поровну в носовом и кормовом погребе. С началом войны на всех эсминцах устаревшие 40-мм автоматы и 13,2-мм пулеметы были заменены на 6 (6 × 1) 20-мм/65 автоматы, а число бомбомётов увеличено до четырёх.

В 1941—1942 годах в средней части корпуса между торпедными аппаратами была установлена 120-мм/15 гаубица для стрельбы осветительными снарядами. В 1942 году на «Маэстрале» её заменили на 120-мм/50 орудие.

#### Торпедное вооружение
Торпедное вооружение включало в себя два 533-мм трёхтрубных торпедных аппарата S. I. (Silurificio Italiano). Они имели длину 8870 мм и массу 8993 кг. Эскадренные миноносцы типа «Маэстрале»  несли по шесть «S.I. 270/533,4×7,2». Торпеды S.I. 270/533,4×7,2 имели дальность 4000 м ходом 48 узлов и 12 000 м ходом 30 узлов и снаряжались 270 кг ВВ. Итальянские торпеды отличались высокой точностью и надёжностью.
В начале 1943 года на «Грекале» был снят кормовой торпедный аппарат, на его месте установили 2 (2 × 1) 37-мм/54 автомата и число 20-мм/65 автоматов увеличили до 12.

## Список кораблей
| Эсминец                     | Бортовое обозначение | Верфь  | Спущен на воду | Начало службы | Конец службы                                                                             |
| --------------------------- | -------------------- | ------ | -------------- | ------------- | ---------------------------------------------------------------------------------------- |
| Грекале (итал. Grecale)     | GR                   | CNR A  | 17.6.1934      | 15.11.1934    | после войны несколько раз перестраивался, списан 31.5.64                                 |
| Либеччио (итал. Libeccio)   | LI                   | CdR RT | 4.7.1934       | 23.11.1934    | потоплен 21.9.41 в Ионическом море английской подводной лодкой Upholder                  |
| Маэстрале (итал. Maestrale) | ML                   | CNR A  | 5.4.1934       | 2.9.1934      | затоплен 9.9.43 в Генуе. Захвачен и частично отремонтирован немцами. Снова затоплен 4.45 |
| Широкко (итал. Scirocco)    | SC                   | CdT RT | 22.4.1934      | 21.10.1934    | затонул в шторм 23.3.42 юго-восточнее Мальты                                             |